# Kinszki Imre

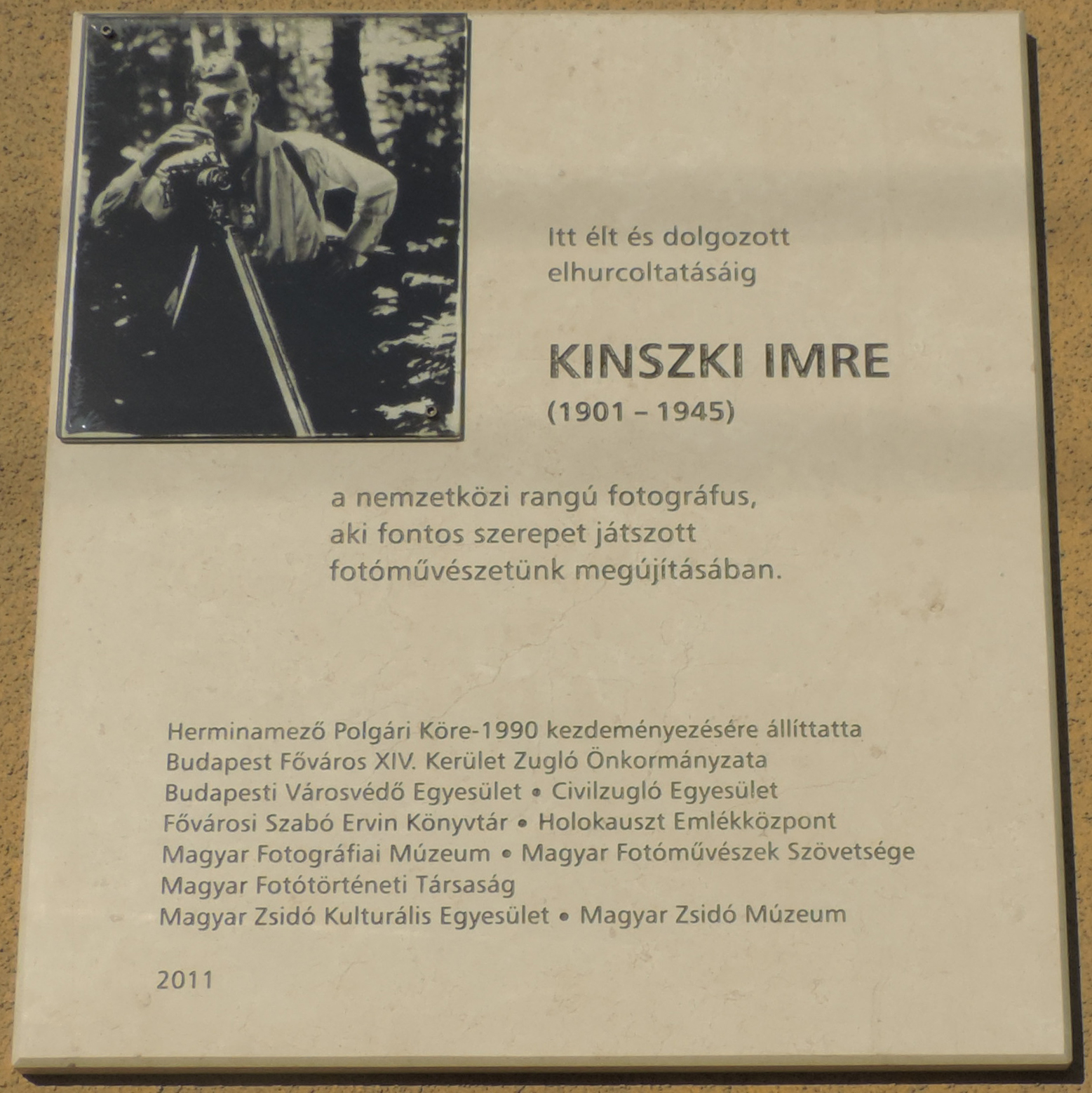
2011-ben állított emléktáblája a Róna utca 121. alatt

Kinszki Imre (Budapest, 1901. március 10. – 1945) zsidó származású magyar fotográfus. Művelt, sokoldalúan képzett polgár, fotóművészete mellett filozófiai, természettudományos, irodalmi és ismeretterjesztő munkássága is jelentős.

## Élete
Asszimilált zsidó értelmiségi családból származott. Apja, Kinszki Ármin (1865–1910 körül) az Anker biztosítónál dolgozott, anyja, Schiller Paula (1879–194?) háztartásbeli volt. Kezdetben egy Ilka utcai villában éltek, majd a Bethlen Gábor téren. Kilencéves korára elvégezte a négy elemit, majd a piaristákhoz járt. Közlésvágya már ekkor megmutatkozott, barátaival kézzel sokszorosított diákújságot írt és szerkesztett. 1919-től könyvismertetés címmel írásai jelentek meg a Századunkban, a Nyugatban, az Aurórában és az egyetlen számot megért Szintézisben. Irodalmi társaságot szervezett, publikált.
Bár a piaristáknál kitűnőre érettségizett, egyetemi tanulmányait először félbe kell szakítania, majd a numerus clausus miatt másodjára sem vették fel az orvosi egyetemre, és nem kapott engedélyt rá, hogy biológiatanári szakra menjen át. Végül a Gyáriparosok Országos Szövetsége irattárának lett a vezetője, annak idegen nyelvű levelezését intézte – bár több nyelven levelezett, filozófiai és irodalmi tanulmányokat írt, soha nem járhatott egyetemre.
1926. május 22-én Budapesten házasodott össze Gárdonyi Ilonával, akit a GYOSZ-ban ismert meg. A Szugló utca és Róna utca sarkán lévő háromemeletes, gangos házba költöztek. 1926-ban született meg első gyermekük, Gábor.
A családi emlékképek megörökítése mellett érdeklődése a művészi fényképezés felé fordult. 1930-ban általa tervezett Kinszekta nevű gépével természettudományi nagyítóval mikroszkopikus felvételeket tudott készíteni.
1931-ben a Magyar Amatőrfényképezők Országos Szövetsége (MAOSZ) tagja lett.
Fotográfiáit, fototechnikai és természetfotózással kapcsolatos cikkeit az 1930-as évek elejétől közölte a szaksajtó. Rendszeres munkatársa volt a Nyugatnak, a Századunknak, a Vasárnapi Újságnak, a Búvárnak, időnként az American Photographyban, a National Geographicban, a Studióban és a Popular Photographyben is publikált.
1934-ben megszületett második gyermekük, Judit.
1934-ben a Fotóművészeti hírekben „A múlt árnya” címen közzéadott írásában a hagyományos – a MAOSZ által is képviselt – értékeket támadva síkra száll a „Neue Sachlichkeit”-hoz közel álló „új fényképészet” mellett. 1936 decemberében ki is lépett a MAOSZ-ból, majd januárban Vadas Ernővel és Seiden Gusztávval megalapították a Modern Magyar Fényképezők Csoportját. Az új társulás hamarosan nagyszabású, nemzetközi kiállítást szervezett a Pesti Vigadóban – az 1937-es, a fotográfia 100 éves történetét bemutató sikeres Daguerre-kiállítás folyománya volt az 1939-ben megjelent Magyar fényképezés című album, melynek szerkesztésében ő is részt vett.
Az 1930-as évek végére a széleskörűen tájékozott Kinszki tisztában volt a rá és családjára leselkedő veszélyekkel. Kapcsolatait mozgósítva külföldi állást keresett, bevándorló útlevelet szerzett családjának Új-Zélandra, végül azonban nem tudták elszánni magukat a kivándorlásra. 1939-ben felvették a görögkatolikus hitet. Kötelező volt templomba járni, minden vasárnap ott kellett lenni a misén; volt templomlátogatási igazolvány, le kellett pecsételtetni. A zsidótörvények miatt a GYOSZ-ben felmondtak Kinszkinek, ezután textilszakemberként keresett pénzt, a Textil Zeitung tudósítójaként is dolgozott. 1943-tól többször is behívják munkaszolgálatba: dolgozott Déván és Celldömölkön, Pesten a Hengermalomban, ahol borsót kellett zsákolniuk és vinniük. Fehér karszalagjuk volt, nem sárga csillagot viseltek, mivel áttértek voltak.
1944 novemberében a Ferencváros vasútállomásról küldi utolsó levelezőlapját családjának. Egy a sachsenhauseni koncentrációs tábor felé menetelő magyar munkaszolgálatos században látták utoljára, 1945 januárjában.
Fiát, Kinszki Gábort a buchenwaldi lágerben ölték meg 1944 telén. Felesége és leánya a fővárosban csillagos házba, majd a gettóba kényszerítve élte túl a holokausztot. Lánya, Kinszki Judit mindmáig mindent megtett azért, hogy apjának alakja, művészi hagyatéka ne vesszen a feledés homályába.

## Munkássága
Kezdetben gyermekeit, családját, környezetét, és szűkebb pátriáját, Zuglót fényképezte. Újítása nem témaválasztásában rejlik, hanem új szemléletű sajátos formanyelvében, ahogyan tárgyfotóit, utca- és életképeit megkomponálta, ahogyan a fény-árnyék viszonyokat kezelte, különös tekintettel az újszerű és formabontó „felülnézeti” optikára. Életképei érzékeny híradások a harmincas évek városi életéről. A külföldi szakirodalom magasan jegyzi művészetét, Brassaïval, André Kertésszel és Moholy-Nagy Lászlóval együtt emlékezik meg róla és a holokauszt miatt torzón maradt életművére.

## Emlékezete
Róna utcai lakásuk előtt botlatókő emlékezik rá és gyermekére, a ház falán emléktábla található.
2011-ben a Zsidó Múzeumban közel száz Kinszki-fotográfia mellett a Kinszki-hagyatékban megmaradt dokumentumok és családi fotók is megtekinthetők voltak egy asszimilált középpolgári zsidó család közel száz évének érdekes lenyomataiként.
A 2014-es magyar holokauszt-emlékév alkalmából 2014. május 21-én Megmentett fények – Kinszki Imre (1901-1945) fotográfiái címmel kiállítás nyílt a Fővárosi Szabó Ervin Könyvtár Központi Könyvtárában. 

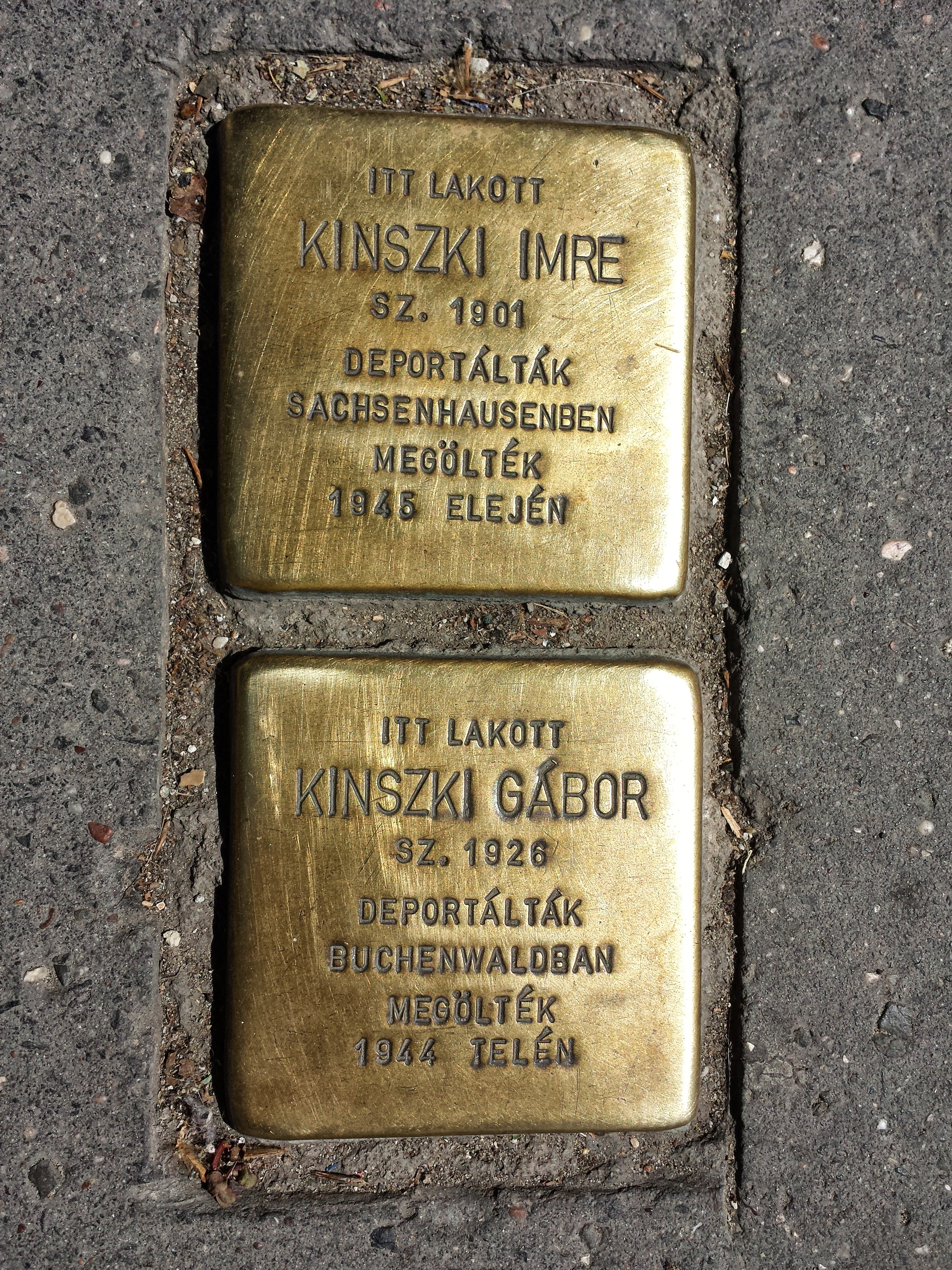
Kinszki Imre és fia, Gábor botlatóköve

## Kötetei
- Fotográfiák / Photographs; szöveg Edward Serotta; Vintage Galéria–Centropa, Bp.–Vienna, 2009
- Kinszki Budapestje; szerk. Buza Péter; Budapesti Városvédők Egyesülete, Bp., 2011

## Díjai, elismerései
- Zugló díszpolgára[12]

## Családja
- Felesége: Gárdonyi Ilona (1899. január 17. – 1983.),[13] gyors-gépíró levelező.
- Gyermekei: Gábor (1926–1944), Judit (1934. május 16. –).